# Son (Alt Àneu)
|  | Aquest article és sobre el poble d'aquest nom. Per a l'antic municipi, vegeu Son (antic municipi). |

Son, antigament anomenat Son del Pi, és un poble del terme municipal d'Alt Àneu, a la comarca del Pallars Sobirà.
Està situat en un altiplà a l'esquerra del Riu de Son, prop de la confluència entre la vall de la Noguera Pallaresa i la de la Bonaigua, a 1.387,8 metres d'altitud.
La població de Son és esmentada en l'acta de consagració de la Catedral de la Seu d'Urgell, datada l'any 839, però de cronologia molt discutida. La localitat la tornem a trobar esmentada l'any 1076, juntament amb l'església de Sancti Iusti.
Son tingué ajuntament propi fins al 1970, data en la qual s'uní amb València d'Àneu, Sorpe i Isil per crear el municipi d'Alt Àneu.

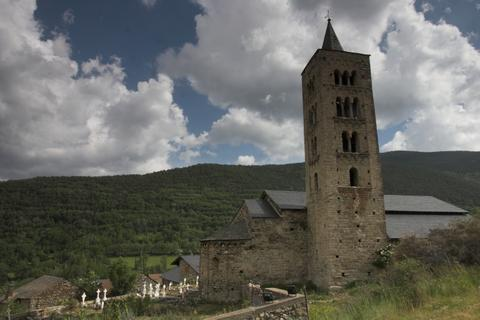
Església dels sants Just i Pastor.

Aquesta població conserva un important patrimoni arquitectònic que destaca sobretot per l'església romànica de Sant Just i Sant Pastor. És una gran edificació dels segles xi i xii, molt modificada, que conserva un imponent campanar de torre quadrada amb decoració llombarda. Al seu interior conserva, entre diversos objectes litúrgics de pedra d'època romànica, un retaule del segle XV de l'escola de Pere Espallargues. Cal destacar el comunidor que fa les funcions de torre del rellotge.
S'ha d'esmentar també l'església de Sant Pere de l'Abadia, de grans dimensions i construïda al segle xii, que si bé fou molt desfigurada per la seva adaptació com a rectoria encara se'n reconeix externament les formes d'església.
Finalment, Son tenia una tercera església romànica, la Mare de Déu de Bellero, que s'ensulsià als anys 50 del segle xx.
Des del 2002, hi ha el Centre de Desenvolupament Sostenible dels Pirineus de les Planes de Son, una mica més amunt del poble, que és un centre d'educació ambiental de la Fundació Catalunya-La Pedrera.
Més amunt encara hi ha el Refugi del Pla de la Font, a 2050 metres d'altitud i prop del Coll de Fogueruix.

## Etimologia
Joan Coromines explica l'origen del topònim Son a partir de l'arrel preromana, iberobasca, isun (penyora, multa), des d'un Ison inicial amb pèrdua de la I- i, en canvi, manteniment de la -n gràcies a les característiques dels parlars pirinencs.

## Geografia

### El poble de Son

#### Les cases del poble[3]
| - Casa Arnaldo - Casa Barrina de Davall - Casa Barrina de Damont - Casa Batistó - Casa Biarnès - Casa Bonet - Casa Cabalera de Moreu - Casa Cabirol - Casa Cabrer - Casa Cadiraire - Casa Calguer - Casa Capblanc - Casa Castanesa - Casa Ciutat - Casa Clara - Casa Daldo - Casa Ferrer | - Casa Flores - Casa Gabrielet - Casa Grapinet - Casa Guineu - Casa Jaume - Casa Jaume de Moleres - Casa Jepeta - Casa Julià - Casa Labús - Casa Lliset - Casa Llop - Casa Lluïsa de Ton - Casa Maiora - Casa Maioral - Casa Mairal - Casa Manco - Casa Maniula | - Casa Mano (I) - Casa Mano (II) - Casa Manyà - Casa Marc - Casa Marinyac - Casa Marinyac de Damont - Casa Masover - Casa Mestre - Casa Mestre Lliset - Casa Misèria - Casa Moleres - Casa Moliner - Casa Montoliu - Casa Moreu - Casa Mossèn Pau - Casa Nadal | - Casa Pareder - Casa Pedro - Casa Peluda - Casa Pona - Casa Quica - Casa Quima - Casa Quim de Peluda - Casa Ramon - Casa Ramonet - Casa Recallers - La Rectoria - Casa Ricard - Casa Roi de Damunt - Casa Roi de Davall - Casa Rumbo - Casa Savoia | - Casa Sarahís - Casa Sastrada - Casa Sastre - Casa Sistent - Casa Sorda - Casa Tarrado - Casa Taüsà - Casa Teresa - Casa Tomàs - Casa Tomasa - Casa Torres - Casa Trenteno - Casa Tureta - Casa Xèlia - Casa Xelino - Casa Xuclà |

## Història

### Edat mitjana
El lloc de Son és esmentat en l'Acta de consagració de la seu d'Urgell, atribuïda al 839, i el domini del lloc corresponia als Comtes de Pallars, després de Pallars Sobirà, que més tard passà als marquesos de Pallars i ducs de Cardona, a partir dels quals passà als ducs de Medinaceli, que n'eren senyors a la fi de l'Antic Règim.

### Època moderna
En el fogatge del 1553, Son declara 15 focs laics i 2 d'eclesiàstics (uns 85 habitants).

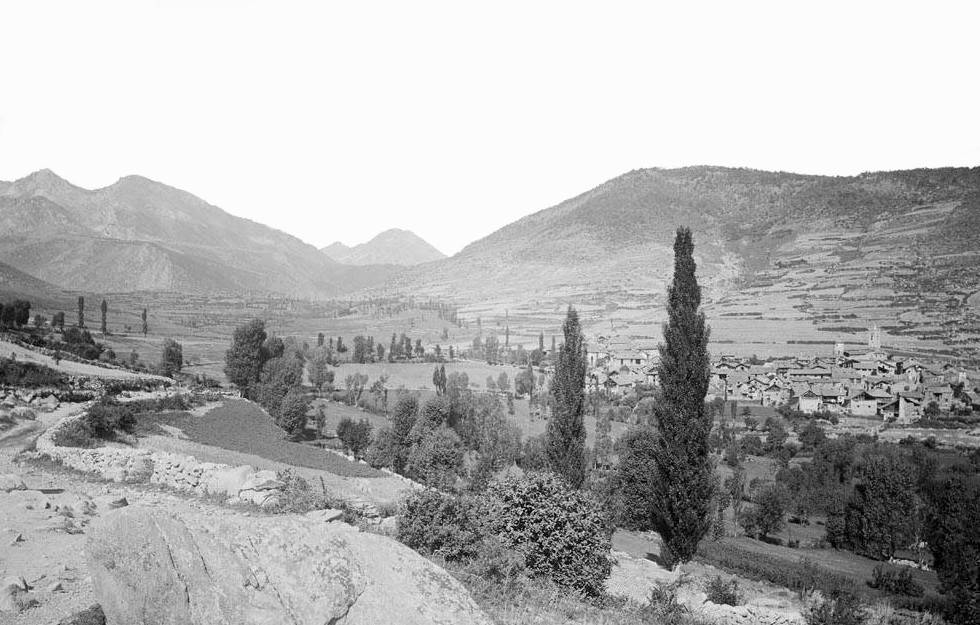
Poble de Son vist des del camí de Jou. Fotografia de 1894.

### Edat contemporània
Pascual Madoz dedica un article del seu Diccionario geográfico... a Son. Hi diu que és una localitat amb ajuntament situada en un petit pla elevat de la Vall d'Àneu. Hi regnen els vents del nord, est i oest, i el clima és extraordinàriament fred i propens a pulmonies i reumes. Tenia en aquell moment més de 60 cases i l'església parroquial de Sant Just i Pastor, servida per un rector ordinari i sis beneficiats. A l'entorn hi havia moltes fonts d'aigua forta. Les terres són muntanyoses, fluixes i pedregoses, i a les muntanyes del sud-oest i del nord hi ha bons pins i avets, però també muntanyes despoblades. S'hi collia sègol, ordi, fenc, pastures i patates. S'hi criava bestiar de tota mena, preferentment vacum, i hi havia caça de llebres, perdius, isards i alguns ossos. Comptava amb 60 veïns (caps de casa) i 276 ànimes (habitants).
En el cens del 1857 Son apareix amb 449 habitants i 102 cèdules personals inscrites.

## Serveis turístics
A les Planes de Son, a 1,5 quilòmetres de Son, hi ha un complex turístic amb bar, restaurant i hotel. En el poble mateix hi ha el refugi-allotjament rural de Casa Masover, que ofereix allotjament, restaurant i servei de taxi, tant per carretera com per la muntanya (pistes accessibles a vehicles tot terreny).
A més dels anteriors, cal comptar amb la proximitat d'Escaló, Esterri d'Àneu, La Guingueta d'Àneu, Sorpe, València d'Àneu i Ribera de Cardós, a més d'Espot, la qual cosa permet gaudir dels serveis que existeixen en aquests pobles veïns.

## Comunicacions
Son és a 4 quilòmetres de carretera local des del punt quilomètric 63 de la C-28 a un quilòmetre per carretera al nord-oest de València d'Àneu. Dista 6,5 quilòmetres d'Esterri d'Àneu, 37,3 de Sort i 42,8 de Vielha.
No hi ha cap mena de transport públic col·lectiu regular que permeti arribar a Son, o sortir-ne.

## Festivitats
- 1r diumenge d'agost: Festa Major